# Biczó Bence
Biczó Bence (Pécs, 1993. január 19. –) ifjúsági olimpiai bajnok, universiade győztes, háromszoros felnőtt magyar bajnok úszó.

## Sportpályafutás
A sportolást 1999-ben kezdte. A Nagykanizsai Zrínyi Miklós Iskola tanulójaként a Dél-Zalai Vízmű SE sportolója volt. 2005-ben már szinte valamennyi úszásnemben ő tartotta a korosztályos csúcsot Zala megyében. 2007-ben fejlődése érdekében családjával Pécsre költöztek, ahol a Pécsi Sport Nonprofit Zrt. versenyzőjeként úszik, edzője Sántics Béla.
2009-ben a Tamperében rendezett Nyári Európai Ifjúsági Olimpiai Fesztiválon (EYOF) egy első és egy második helyet szerzett.
2010 júliusában az ifjúsági Európa-bajnokságon, Helsinkiben 200 m pillangón 1:55.82-es idővel győzött, amellyel megdöntötte az ifjúsági Európa-csúcsot, és a 2010-es világranglista hatodik legjobb ideje volt akkor. Még ugyanebben az évben a Szingapúrban rendezett I. nyári ifjúsági olimpiai játékokon, 1:55.89-vel ért célba és ifjúsági olimpiai bajnok lett. 100 méteren hatodik, 4 × 100 méteres vegyes váltóban hetedik helyezést ért el. A rövid pályás ob-n 100 méteren bajnok volt. A rövid pályás Eb-n 100 méteren 26., 200 méteren bronzérmes lett.
2011. június elején 200 m pillangón teljesítette az olimpiai kiküldetési A szintet. A júniusi ob-n megnyerte a 200 méteres versenyt Cseh Lászlóval szemben. Időeredménye ifjúsági Európa-csúcs volt. Az ifjúsági Eb-n 200 méteren első, 100 méteren ötödik lett. A világbajnokságon 200 m pillangón nyolcadik volt. A 4 × 100 méteres vegyesváltóval 15. lett. A rövid pályás Eb-n 100 m pillangón 22., 200 m pillangón hatodik volt. Decemberben tagja volt az Európa-válogatottnak.
A 2012-es Európa-bajnokságon 200 pillangón második, 100 pillangón 33. lett. Az olimpián 200 méter pillangón a 13. helyen jutott az elődöntőbe, ahol a kilencedik helyen végzett. Az olimpia után a Debreceni Sportcentrum-Sportiskola versenyzője és a Debreceni Egyetem hallgatója lett.
A 2012-es rövid pályás Európa-bajnokságon 200 méter pillangón harmadik helyen jutott a döntőbe, ahol a negyedik helyen végzett.
2013-ban 200 m pillangón megnyerte az universiadet. A világbajnokságon 200 méter pillangón kilencedik helyen jutott a középdöntőbe, ahol a 12. helyen végzett.
A rövid pályás Európa-bajnokságon 200 méter pillangón hetedik lett. Decemberben tagja volt az Európa-válogatottnak.
2014. augusztus 21-én, a 2014-es úszó-Európa-bajnokságon, 200 méteres pillangóúszásban ezüst érmet szerzett a dán Bromer mögött 0,33 másodperccel lemaradva. Ideje 1:55,62 lett.
2016. május 18-án, a londoni 2016-os úszó-Európa-bajnokságon, a 200 méteres pillangóúszás selejtezőfutamában 3. helyen végzett, ám időeredményével (1:57,50) nem jutott tovább az elődöntőbe. Ugyanitt május 20-án, 100 méteres pillangóúszásban a saját előfutamában 10 helyen végzett, 54,55 másodperces időeredménnyel, ezzel nem jutott tovább az elődöntőbe. A Tajvanban rendezett Universiadén 200 méteres pillangóúszásban bronzérmet szerzett.

## Jelentősebb eredményei

### 2014
- 08.21. – 1:55,62 | 2014-es úszó-Európa-bajnokság (Berlin) – 200 m pillangó,  Ezüst[19]

### 2010
- 07.14. – Ifjúsági Európa-bajnokság – 200 m pillangó,  Arany
- 07.14. – Ifjúsági Európa-bajnokság – 100 m pillangó,  Bronz
- 08.17. – I. nyári ifjúsági olimpiai játékok – 100m pillangó, 6. helyezés
- 08.18. – I. nyári ifjúsági olimpiai játékok – 4 × 100m vegyes váltó, 7. helyezés
- 08.20. – I. nyári ifjúsági olimpiai játékok – 200 m pillangó,  Arany
- 09.27. – 2010-es rövid pályás úszó-Európa-bajnokság – 200 m pillangó,  Bronz

## Magyar bajnokság

### 50 méteres medence
| 50 méter                  | 2009 | 2010 | 2011 | 2012 | 2013 | 2014 | 2015 | 2016 | 2017 | 2018 | 2019 | 2020 | 2021 |
| ------------------------- | ---- | ---- | ---- | ---- | ---- | ---- | ---- | ---- | ---- | ---- | ---- | ---- | ---- |
| 200 m gyors               |      |      |      |      |      |      |      |      |      |      | 5.   |      |      |
| 50 m pillangó             |      |      |      |      | 7.   |      |      |      |      |      |      |      |      |
| 100 m pillangó            | 7.   | 4.   | 2.   | 2.   | 3.   | 3.   | 3.   | 6.   | 5.   | 6.   |      |      |      |
| 200 m pillangó            | 5.   | 2.   | 1.   | 1.   | 1.   | 2.   | 3.   | 3.   | 5.   | 4.   | 3.   | 5.   | 4.   |
| 4 × 100 m gyors           |      |      |      |      |      |      |      |      | 4.   |      | 6.   |      |      |
| 4 × 200 m gyors           |      |      |      |      |      |      |      |      | 2.   | 3.   | 3.   |      | 2.   |
| 4 × 100 m vegyes          | 5.   |      |      |      |      |      |      |      | 3.   | 6.   | 4.   |      | 4.   |
| 4 × 100 m gyors (vegyes)  |      |      |      |      |      |      |      |      |      |      | 5.   |      |      |
| 4 × 100 m vegyes (vegyes) |      |      |      |      |      |      |      |      |      | 6.   | 5.   |      |      |

## Rekordjai

### 200 m pillangó
- 1:55,82 (2010. július 16., Helsinki) ifjúsági Európa-csúcs
- 1:54,79 (2011. június 24., Debrecen) ifjúsági Európa-csúcs

## Díjai, elismerései
- Junior Prima díj (2011)